# だいおう型巡視船 (初代)
だいおう型巡視船（だいおうがたじゅんしせん、英語: Daiou-class patrol vessel）は、海上保安庁の巡視船の船級。分類上はPL型、船種は700トン型。

## 来歴
1948年5月1日、連合国軍占領下の日本において洋上警備・救難および交通の維持を担当する文民組織として海上保安庁が設立された。設立当初の海上保安庁が有する船艇は、いずれも第二次世界大戦の生き残りや戦時中に急造されたものであり、戦後の整備不十分もあり、業務遂行上の態勢が整っているとは言いがたい状況だった。
このことから、創設翌年の昭和24年度で約6億円の予算が認められて、海上保安庁は初めて新造船艇を建造することになった。1949年4月、造船所17社の技術者を中心として、海上保安庁船舶設計審議会が発足し、国内造船所の全面協力のもと、船艇に関する検討が開始された。計画に盛り込まれた船艇のうち、もっとも大型の巡視船であった700トン型については、造船所7社が独自の試案を分担設計したが、審議会での修正調整の結果、日本鋼管鶴見造船所の案を基本とした設計が採択された。しかしこの案では、凌波性を重視して長船首楼型として設計されていたものの、連合国軍最高司令官総司令部（GHQ/SCAP）が前甲板での設標作業を要望したことから、ネームシップの建造を担当していた石川島重工業において基本計画からの再検討が行われることになった。

## 設計
上記の経緯より、本型では、アメリカ沿岸警備隊のカクタス級設標船をタイプシップとした、船首楼付きの船尾楼型とされた。主要構造は鋲接、居住設備などの艤装は商船式で、木材なども多用されている。本型以外の初期建造巡視船は溶接を全面的に採用し、また防火・耐燃に徹した実用主義を打ち出しているのとは対称的な方針であった。なお「だいおう」では、特に船橋構造や艤装品の一部に、重量約1トンにおよぶ耐蝕アルミニウム合金が使用されており、国内船における軽合金利用の先例となった。
主機としては、三菱重工（神戸）製の4サイクル中速ディーゼルエンジン（出力750馬力）2基が搭載されて、2軸のスクリュープロペラを駆動する方式であった。当時、海上保安庁法で定められていた制限一杯の15ノットの速力を有するとともに、マッカーサー・ライン内において余裕をもって遭難船舶の救助を行えるよう、7,000海里の航続距離が考慮されている。また最大2,000トン程度の船舶に対応できる曳航能力を有し、後部にフックおよびワイヤ摺れが設けられた。
船内電源は直流225ボルトで、主発電機2基（出力各80キロワット）、副発電機1基（出力各40キロワット）を備えた。無線機・航海計器にはそれぞれ単独の電動発電機を設け、またセルシンモーターなどの共用電源として55ボルト・50サイクル電動発電機を備えた。

## 装備
上記の要望に基づき、船橋前に力量9トンのデリックを備え、ウェル部の船倉には80トンの貨物を収容できた。このデリックによって特大型浮標2個または10メートル測量艇2隻の積み下ろしが可能とされていたが、実際に運用されることはなかった。
航海設備および艤装関係は、おおむね大日本帝国海軍の基準を参考とした。建造当時、レーダーはGHQにより使用を禁止されていたものの、後日装備として考慮され、1951年に搭載した。また竣工時は非武装だったが、1954年、船首楼甲板後端から延設されたスポンソン部に3インチ単装緩射砲1基、また後部甲板室上および後甲板上に各1基の70口径20mm単装機銃2基を装備した。その後、後甲板の20mm単装機銃は撤去された。
長船尾楼甲板両舷には、6メートル・カッター2隻、6メートル通船1隻と7.5メートル内火艇1隻を搭載した。揚降装置としては「カクタス」そのままに手動式のコロンバス式ダビットが装備されたが、この形式のボート・ダビットが装備されたのは本型2隻ととかち型2隻、「やはぎ」の計5隻のみであった。その後、1952年頃には、カッター2隻は救命艇 (サーフボート) へ搭載替が行われた。また上記の後甲板の機銃の撤去とあわせて内火艇と同ダビットの廃止、伝馬船の撤去が行われ、かわりに高速機動艇が搭載された。

## 同型船

### 一覧表
| #            | 船名     | 建造所 | 竣工          | 解役           |
| ------------ | -------- | ------ | ------------- | -------------- |
| PL-02        | だいおう | 石川島 | 1950年3月15日 | 1973年8月15日  |
| PL-03 →PL-01 | むろと   | 浦賀   | 1950年3月20日 | 1974年10月15日 |

### 運用史
昭和24年度計画で2隻が建造されたのに続いて、昭和25年度計画でも2隻の建造が盛り込まれたものの、1949年12月、占領軍当局より、本型の建造を中止して、かわってPL・PMの配属が困難な基地向けとして240トン型巡視船を建造するよう勧告されたことから、これは実現しなかった。
建造された2隻は、創設期の海上保安庁にとって貴重な大型巡視船として活躍したが、老朽化に伴い、1970年代中盤に運用を終了した。なお兵装のうち、20mm機銃は同名の巡視船に引き継がれた。

## 登場作品
『海底軍艦』
「PL-01 むろと」が登場。冒頭にて、ムウ帝国人が誘拐のために盗んだタクシーが海に落ちた現場の近くに停泊している。